# Okko Kamu

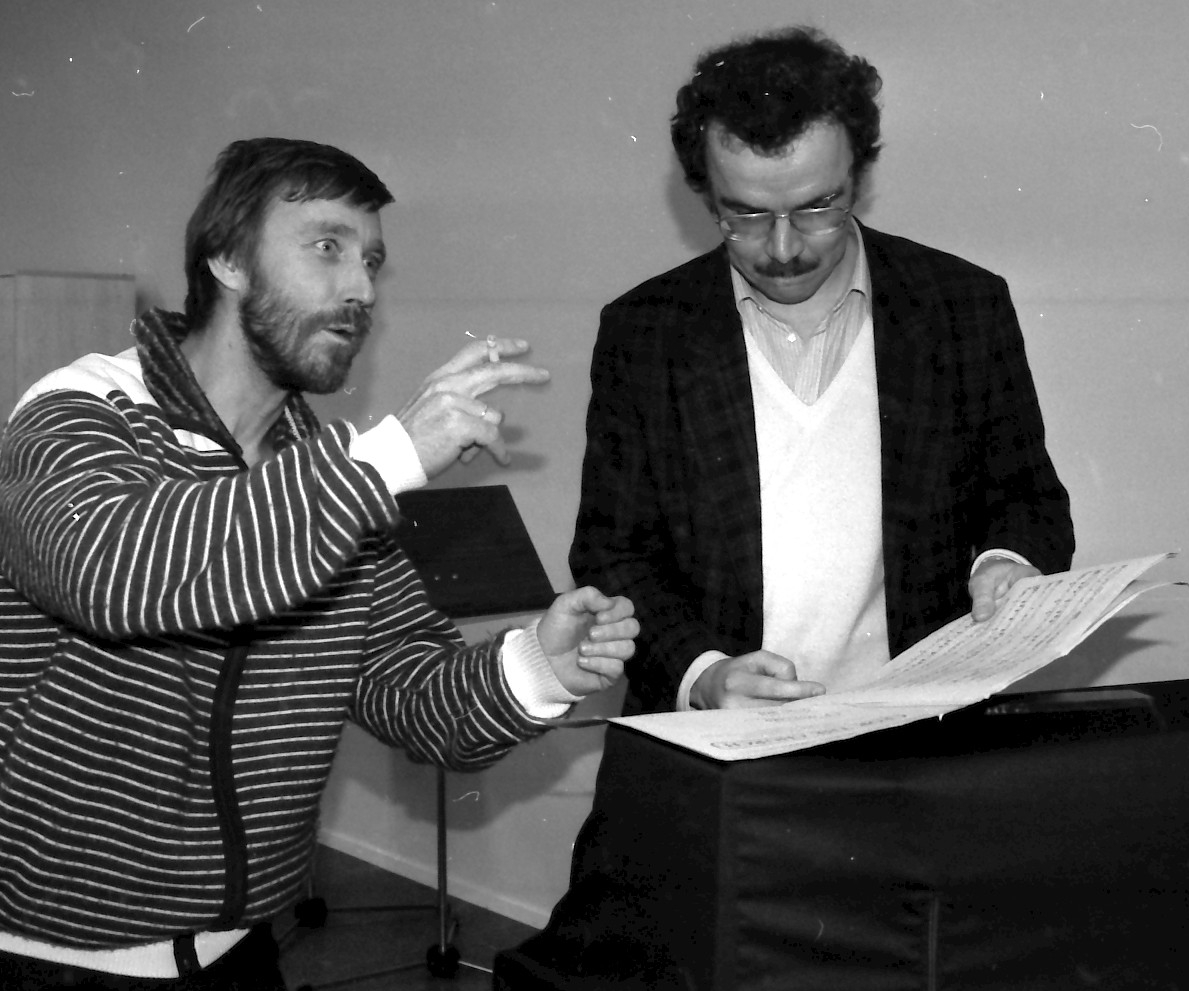
Okko Kamu (l.) 1987

Okko Tapani Kamu (* 7. März 1946 in Helsinki) ist ein finnischer Dirigent.
Kamu wurde in eine musikalische Familie hineingeboren, sein Vater spielte Kontrabass im Helsinki Philharmonic Orchestra. Kamu lernte Violine und wurde an der Sibelius-Akademie Helsinki aufgenommen. 1964 gründete er sein eigenes Streichquartett, dessen Primarius er war. 1966 wurde er erster Soloviolinist an der Finnischen Nationaloper.
Als Dirigent war Kamu Autodidakt; er gewann jedoch bereits im Alter von 22 Jahren den ersten Dirigentenwettbewerb der Herbert-von-Karajan-Stiftung 1969 in Berlin. Karajan war von Kamus Fähigkeiten so überzeugt, dass in den 1970er Jahren die Deutsche Grammophon Gesellschaft Karajans Sibelius-Zyklus der Sinfonien 4–7 mit Aufnahmen der Sinfonien 1–3 (die Karajan selten, bzw. die 3. nie dirigierte) von Kamu vervollständigte. Für die 2. Sinfonie 1970 wurde sogar Karajans Orchester, die Berliner Philharmoniker herangezogen; Kamu war zu diesem Zeitpunkt gerade 24 Jahre alt.

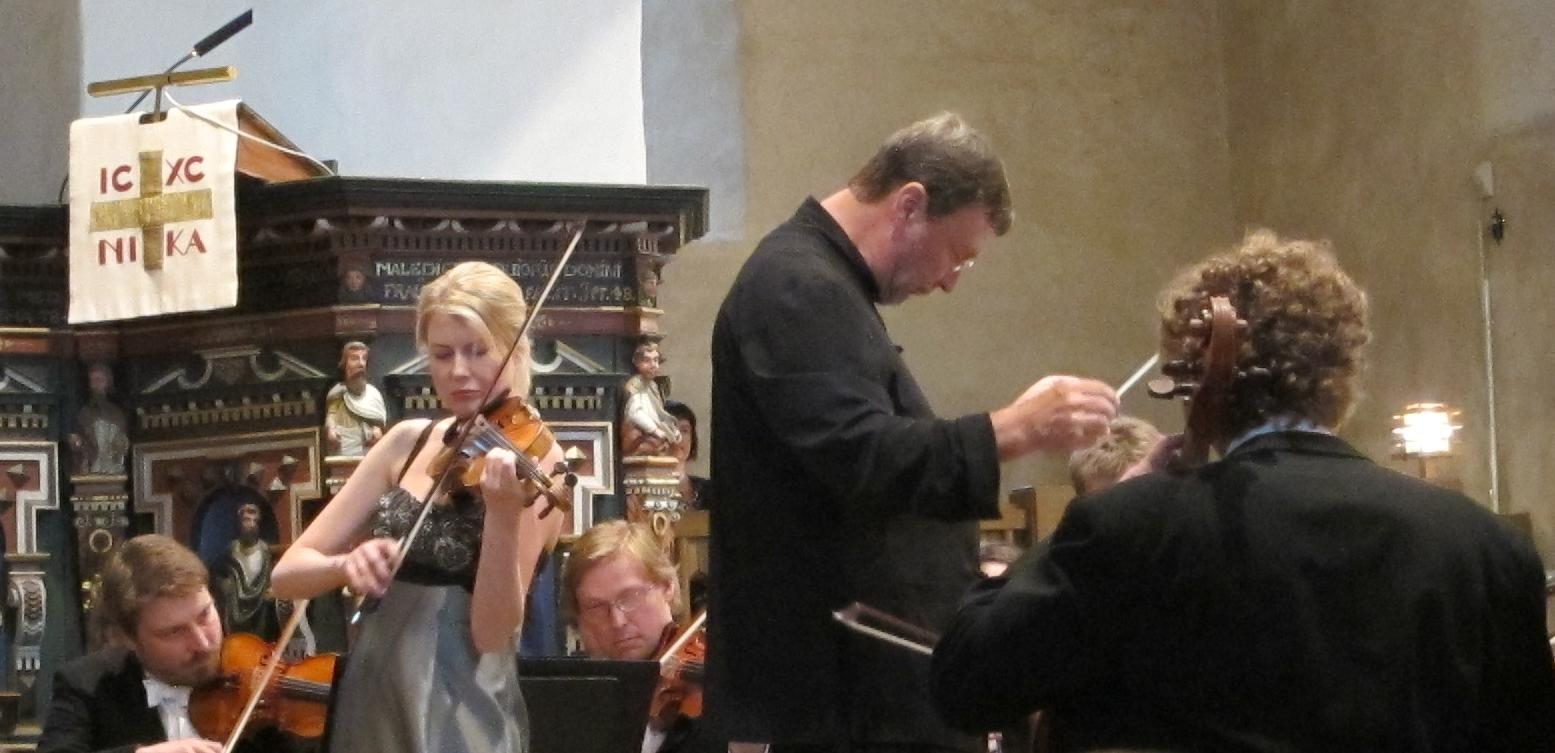
Kamu 2011 mit der Sinfonia Lahti

Kamu hielt während seiner Karriere leitende Posten bei zahlreichen Orchestern:
- Chefdirigent des Finnischen Radiosinfonieorchesters 1970–77
- Musikdirektor beim Oslo Philharmonic Orchestra 1975–79 (Vorgänger von Mariss Jansons)
- Chefdirigent des Helsinki Philharmonic Orchestra 1981–89
- Musikdirektor des Helsingborger Symphonieorchesters 1990–99
- Musikdirektor der Finnischen Nationaloper 1996–2000
- Chefdirigent der Sinfonia Lahti 2011–2016[1]

Kamu hat außerdem bei verschiedenen Labels über 100 Tonträger aufgenommen.
1994 wurde er Mitglied der Königlich Schwedischen Musikakademie.